# Differenzzeichen
| ∆                        | ∆                     |
| Mathematische Zeichen    | Mathematische Zeichen |
| Arithmetik               | Arithmetik            |
| ------------------------ | --------------------- |
| Pluszeichen              | +                     |
| Minuszeichen             | −, ⁒                  |
| Malzeichen               | ⋅, ×                  |
| Geteiltzeichen           | :, ÷, /               |
| Plusminuszeichen         | ±, ∓                  |
| Vergleichszeichen        | <, ≤, =, ≥, >         |
| Wurzelzeichen            | √                     |
| Prozentzeichen           | %                     |
| Analysis                 |                       |
| Summenzeichen            | Σ                     |
| Produktzeichen           | Π                     |
| Differenzzeichen, Nabla  | ∆, ∇                  |
| Prime                    | ′                     |
| Partielles Differential  | ∂                     |
| Integralzeichen          | ∫                     |
| Verkettungszeichen       | ∘                     |
| Unendlichzeichen         | ∞                     |
| Geometrie                |                       |
| Winkelzeichen            | ∠, ∡, ∢, ∟            |
| Senkrecht, Parallel      | ⊥, ∥                  |
| Dreieck, Viereck         | △, □                  |
| Durchmesserzeichen       | ⌀                     |
| Mengenlehre              |                       |
| Vereinigung, Schnitt     | ∪, ∩                  |
| Differenz, Komplement    | ∖, ∁                  |
| Elementzeichen           | ∈                     |
| Teilmenge, Obermenge     | ⊂, ⊆, ⊇, ⊃            |
| Leere Menge              | ∅                     |
| Logik                    |                       |
| Folgepfeil               | ⇒, ⇔, ⇐               |
| Allquantor               | ∀                     |
| Existenzquantor          | ∃                     |
| Konjunktion, Disjunktion | ∧, ∨                  |
| Negationszeichen         | ¬                     |

Das Differenzzeichen ∆ ist ein vom griechischen Großbuchstaben Delta abgeleitetes mathematisches Symbol. Es wurde zusammen mit dem vom griechischen Großbuchstaben Sigma abgeleiteten Summenzeichen ∑ 1755 von Leonhard Euler eingeführt. Johann I Bernoulli hatte das ∆ zuvor schon in anderer Verwendung vorgeschlagen.

## Typografie und Aussehen
Die Glyphe des Zeichens ist zumeist identisch mit der des griechischen Δ, gelegentlich finden sich geringfügige Abweichungen (so ist es in der Linux Libertine etwas kleiner). Dass speziell in serifenbehafteten Antiqua-Schriften die Auf- und Abstriche unterschiedlich stark sein können, ist eine Besonderheit unter den mathematischen Symbolen, die es sich mit einigen wenigen ebenfalls von Buchstaben hergeleiteten Zeichen (Summenzeichen, Produktzeichen, Differentialzeichen) und dem typografisch von ihm abgeleiteten Nabla-Operator teilt. In der Mengenlehre wird es deshalb als Zeichen der symmetrischen Differenz gelegentlich durch ein Dreieckszeichen ersetzt, dessen Striche alle gleich stark sind, und das somit mit anderen Zeichen der Mengenlehre in der Gestaltung harmoniert.

## Verwendung

### Als Schriftzeichen
In Texten mit Bezug auf numerische Werte findet sich das Zeichen gelegentlich als Abkürzung für „Differenz“. Insofern ist es auch ein Schriftzeichen.

### In der Mathematik
In der Mathematik wird das Zeichen verwendet als:
- Differenzenoperator,
- Laplace-Operator,
- symmetrische Differenz von Mengen.

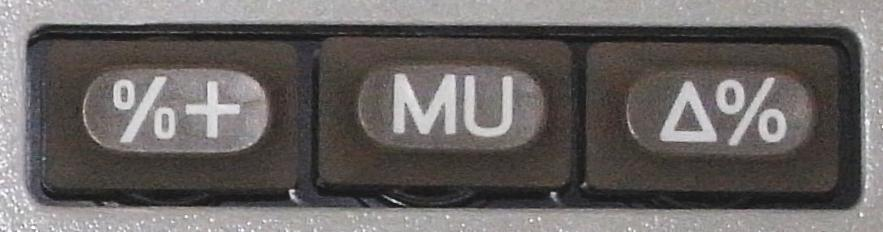
Detail der Tischrechenmaschine Olympia CPD 5212 A, 1987

### Auf Tischrechenmaschinen
Auf Tischrechenmaschinen dient das Zeichen, zumeist in Kombination mit dem Prozentzeichen, als Beschriftung der Taste für die uneinheitlich benannte Funktion (z. B. „Berechnung prozentualer Unterschiede“ oder „prozentualer Vergleich“) zur Berechnung der prozentualen Differenz zweier unmittelbar hintereinander eingegebener Zahlen. In gleicher Weise dient es zur Kennzeichnung der Ergebniszeile auf dem Protokollstreifen.
So ergibt die Eingabefolge: 442 ∆% 479 = bei eingestellten zwei Nachkommaziffern das Ergebnis „8,37“, da 479 um gerundet 8,37 % größer als 442 ist. Bei einigen Modellen werden auf dem Protokollstreifen zwei Ergebniszeilen gedruckt: „37,00 ∆“ (numerische Differenz, gekennzeichnet mit dem in ISO 7000 als Symbol 0656 „Total“ genormten Endsummenzeichen „“ hinter dem Differenzzeichen) und „8,37 ∆%“.

## Darstellung auf Computersystemen
Das Zeichen ist enthalten in Unicode als U+2206 increment sign im Block Mathematische Operatoren, sowie im Zeichensatz Macintosh Roman auf Position C6hex.

### Ähnliche Zeichen
- Δ – U+0394 greek capital letter delta im Block Griechisch und Koptisch
- △ – U+25B3 white up-pointing triangle im Block Geometrische Formen
- ᐃ – U+1403 canadian syllabics i im Block Vereinheitlichte Silbenzeichen kanadischer Ureinwohner